# Càrrega (mesura)
La càrrega és una unitat de mesura de volum equivalent a 4 faneques. A Castella equivalia a aproximadament a 48 barcelles. Mitja càrrega equivalia a 24 barcelles (uns 85-90 kg o un sac). La mesura concreta presenta variacions segons les regions o fins i tot segons les localitats. Al territori de Barcelona la càrrega de vi equivalia a 128 porrons (121,40 l) i la d'oli a 30 quartans (124,50 l).
La càrrega també era usada com a mesura de pes.Hom ha diferenciat la càrrega estrictament parlant, equivalent ja als segles xii i xiii a tres quintars (~150,5 kg) -el pes que es podia carregar en un matxo o un cavall-, de la “càrrega d'ase” assimilada a la somada (rarament sobrepassava els 90 kg).
També era utilitzada com a mesura de superfície; una càrrega de terra era aproximadament la superfície capaç de produir uns 85 kg de cereal (capacitat aproximada d'un sac).